# Luyères
Luyères település Franciaországban, Aube megyében. Lakosainak száma 460 fő (2022. január 1.). Luyères Assencières, Bouy-Luxembourg, Charmont-sous-Barbuise, Creney-près-Troyes, Onjon és Vailly községekkel határos.

## Népesség
A település népességének változása:
| Lakosok száma | 227  | 383  | 401  | 442  | 439  | 453  | 452  | 455  | 457  | 460  |
|               | 1968 | 1982 | 1990 | 2006 | 2013 | 2015 | 2017 | 2019 | 2020 | 2022 |